# سمفونی سفید، شماره ۲: دختر سفید کوچولو
سمفونی سفید، شماره ۲: دختر سفید کوچولو همچنین شناخته شده با نام دختر سفید کوچولو نقاشی‌ای است اثر جیمز مک‌نیل ویسلر. این اثر زنی را در نمای سه‌رخ نشان می‌دهد که کنار شومینه‌ای ایستاده که آینه‌ای بالای آن است. زن بادبزنی در دست دارد و لباس سفیدی به تن کرده است. مدل این نقاشی جوئنا هفرنن، معشوقهٔ نقاش است. اگرچه این نقاشی در ابتدا دختر سفید کوچولو نامیده می‌شد، بعدها ویسلر شروع کرد که آن را سمفونی سفید، شمارهٔ ۲ خطاب کند. او آثار خود را با این چنین اصطلاحات انتزاعی می‌نامید تا بر فلسفهٔ هنر از برای هنر تأکید کند. هفرنن با اینکه ازدواج نکرده بود در این نقاشی حلقه‌ای در انگشت حلقهٔ خود دارد. ویسلر با این تصویرسازی مذهبی، بر فلسفه زیبایی‌شناسیِ اثر خود تأکید می‌کند.
ویسلر این نقاشی را در زمستان ۱۸۶۴ خلق کرد و سال بعد، این نقاشی در آکادمی سلطنتی هنر به نمایش درآمد. قاب تصویر اصلی حاوی شعری نوشتهٔ الگرنون چارلز سوینبرن با عنوان «پیش از آینه» بود که روی کاغذهای طلایی نوشته شده بود. شعر سوینبرن از این نقاشی الهام گرفته بود. این فرم از شعر را اکفراسیس می‌شناسند، و شعر سوینبرن به ویسلر نشان داد که هنرهای تجسمی نیاز ندارند تابع ادبیات باشند. اگر چه سرنخ‌های ناچیزی از معنا و نمادگرایی نقاشی موجود است، منتقدان در این نقاشی اشاره‌هایی به آثار ژان اگوست دومینیک انگر و همچنین عناصر شرقی معمول در ژاپنیسم، یافته‌اند.

## نقاش و مدل
جیمز مک‌نیل ویسلر در سال ۱۸۳۴ در ایالات متحده متولد شد. پدرش جرج واشینگتن ویسلر مهندس راه‌آهن بود. او در سال ۱۸۴۳ با خانواده‌اش به سنت پترزبورگ در روسیه نقل مکان کرد. جیمز در آن جا آموزش نقاشی دید. او پس از اقامتی در انگلستان، در سال ۱۸۵۱ به آمریکا برگشت تا به آکادمی نظامی ایالات متحده در وست پوینت بپیوندد. در سال ۱۸۵۵ جیمز به اروپا برگشت و مصمم بود خود را وقف نقاشی کند. او ابتدا در پاریس ساکن شد، اما در سال ۱۸۵۹ به لندن نقل مکان کرد و بیشتر باقی عمرش را همان‌جا گذراند. ویسلر در آن جا با دانته گابریل روزتی و اعضای دیگر انجمن برادری پیشارافائلی آشنا شد، که تأثیری عمیق بر او گذاشتند.
در همان لندن بود که وی با مدلی که بعد معشوقه‌اش شد، یعنی جوئنا هفرنن، آشنا شد. رابطهٔ آن‌ها را نوعی «ازدواج بدون مراسم مذهبی» یاد کرده‌اند. ویسلر تا سال ۱۸۶۱ هفرنن را مدل نقاشی‌های دیگرش کرده بود؛ مثلاً در وپینگ که ویسلر ان را میان سال‌های ۱۸۶۰ و ۱۸۶۴ کشیده بود، هفرنن (به گفتهٔ خود ویسلر) مدل نقش یک فاحشه در نقاشی بود. اثری که درست پیش از دختر سفید کوچولو توسط ویسلر خلق شده بود هم در زمستان ۶۲–۱۹۶۱ کشیده شده و ابتدا دختر سفید نام داشت و بعدها نامش به سمفونی سفید، شمارهٔ ۱ تغییر کرد. هفرنن به نظر تأثیری عمیق بر ویسلر داشت، تا جایی که فرانسیس سیمور هیدن، شوهر خواهر ویسلر، به خاطر حضور نافذ هفرنن در خانواده، دعوت شام در زمستان ۶۴–۱۸۶۳ را رد کرد.

## تاریخچهٔ نقاشی و شعر سوینبرن
ویسلر دختر سفید کوچولو را در سال ۱۸۶۴ کشید. نقاشی در سال ۱۸۶۵ در نمایشگاه تابستانی آکادمی سلطنتی هنر به نمایش درآمد. ویسلر اثر دختر سفید را برای نمایشگاه سال ۱۸۶۲ پیشنهاد کرده بود، ولی آن را رد کرده بودند. منتقدان انگلیسی چندان از نقاشی خوششان نیامد و بالاخص یکی از منتقدان آن را «عجیب و غریب» نامید. منتقد دیگری نقاشی را «عمدتاً خاکستریِ چرک» نامید. با این حال در سال ۱۹۰۰ این نقاشی یکی از نقاشی‌هایی بود که ویسلر به نمایشگاه جهانی در پاریس فرستاد و بابتش جایزهٔ بزرگ را گرفت. جان جرالد پاتر، تولیدکنندهٔ کاغذدیواری و دوست و حامی ویسلر، اولین صاحب نقاشی بود. نقاشی در سال ۱۸۹۳ به مالکیت آرتور استاد درآمد. او این اثر را در سال ۱۹۱۹ به نگارخانه ملی لندن داد. در سال ۱۹۵۱، این نقاشی به نگارخانهٔ تیت منتقل شد.
ویسلر در سال ۱۹۶۲ شاعر انگلیسی، الگرنون چارلز سوینبرن را ملاقات کرد و با او دوستی نزدیکی برقرار کرد. رفاقت میان این دو برای هر دوشان بهره داشت. سوینبرن با الهام از نقاشی دختر سفید کوچولو شعری با عنوان «پیش از آینه» سرود. پیش از نمایش نقاشی در آکادمی سلطنتی، ویسلر این شعر را نوشته بر روی ورقهٔ طلا، به قاب نقاشی چسباند. ویسلر ایدهٔ تزیین قاب نقاشی با شعر را از دانته گابریل روزتی گرفت. روزتی به همین نحو برگه‌ای طلایی حاوی یکی از شعرهایش را روی قاب نقاشی جوانی مریم عذرا به سال ۱۸۴۹ چسبانده بود. شعر سوینبرن برای ویسلر تأکیدی بر این فکر بود که نقاشی‌های طبیعتی خودمختار دارند. این شعر نشان می‌داد که نقاشان چیزی بیشتر از تصویرگرانِ صرف هستند، و این که هنرهای تجسمی می‌توانند الهام‌بخش شعر باشند، و نه فقط الهام گرفته از شعر.
در آن زمان تصور اشتباهی رواج پیدا کرد که نقاشی دختر سفید کوچولو از شعر سوینبرن الهام گرفته شده است. ویسلر در نامه‌ای به یک روزنامه، این تصور را رد کرد، ولی با این حال همچنان نسبت به شعر سوینبرن ادای احترام داشت. ویسلر چنین نوشت: «آن سطرهای شعر در کارگاه من و تنها پس از آن که نقاشی را کشیدم، نوشته شد. و سرودنشان ستایشی نادر و دلپذیر بود از سوی شاعر به نقاش — بازشناسیِ بزرگ‌منشانه‌ای از نقاشی به وسیلهٔ پدیدآوردن اثری بزرگ‌منشانه‌تر.» سوینبرن هم این تعریف و تمجید را تلافی کرد و نوشت: «... ترانهٔ من هر حسنی داشته باشد، به اندازهٔ نقاشی ویسلر در زیبایی، در ظرافت و اهمیت، در اجرای فوق‌العاده و قدرت با لطافت، کامل نیست…»

## ترکیب‌بندی و تفسیر
ویسلر به خصوص در اواخر دوران حرفه‌اش، از این فکر که نقاشی‌اش باید هر معنایی فراتر از آنچه روی بوم دیده می‌شود را بنماید، بدش می‌آمد. ویسلر را به عنوان یک حامی اساسی فلسفهٔ هنر از برای هنر می‌شناسند. او بسط این فلسفه را عمدتاً مدیون سوینبرن بود که با کتاب ویلیام بلیک: یک جستار انتقادی (۱۸۶۸) پیشگامش بود. ویسلر بعدها شروع کرد به اثر دختر سفید کوچولو با نام سمفونی سفید، شمارهٔ ۲ اشاره نرد. او با استفاده از قیاسِ موسیقایی «سمفونی» در نام آثارش بر این فلسفهٔ خود تأکید می‌کرد که اصل کار، ترکیب‌بندی است، نه موضوع اثر.
از عیان‌ترین عناصر نقاشی سمفونی سفید، شماره ۲ حلقه‌ای است که در انگشت سوژهٔ نقاشی است. در نتیجهٔ حالتی که سوژهٔ نقاشی به طاقچهٔ بالای بخاری تکیه داده است، این حلقه به مرکز توجه ترکیب‌بندی تبدیل شده است. ویسلر آگاهانه از حلقه در این نقاشی استفاده کرده بود. در نقاشی دختر سفید، او حلقه به کار نبرده بود. با وجود اینکه ویسلر و هفرنن ازدواج نکرده بودند، این حلقه نمایانگر پیشرفتی است در نحوهٔ تصویر کردن هفرنن در آثار ویسلر. هفرنن از یک فاحشه در نقاشی وپینگ به معشوقهٔ نقاش در نقاشی دختر سفید و در نهایت به همسر او در نقاشی دختر سفید کوچولو ترقی کرده بود. این ترقی در آن واحد منعکس کنندهٔ تصور ویسلر از جایگاه خودش در دنیای نقاشی انگلیس بود: پیشروی به سوی مشروعیت بیشتر. این اثر همچنین گریزی است به قداست ازدواج در مسیحیت، و جنبهٔ مذهبی آن شکل از زیبایی‌پرستی که ویسلر و سوینبرن سعی در توسعه‌اش داشتند.
در نقاشی دختر سفید کوچولو می‌توان دید که چطور ویسلر از رئالیسم گوستاو کوربه، نقاش فرانسوی که پیشتر تأثیر زیادی بر ویسلر گذاشته بود، فاصله می‌گیرد. این نقاشی با استفاده از «ریزه کاری‌های شفاف قلم‌مویی و کشش قلم‌های چالاک متراکم» حالت‌های نرم و گرد را در تضاد با صورت‌های سخت‌تر هندسی قرار می‌دهد. از هنرمندان و سبک‌های مختلفی به عنوان منبع الهام این اثر یاد شده است. این نقاشی را با آثار ژان اگوست دومینیک انگر مقایسه کرده‌اند. اگر چه نقاشی ویسلر از بسیاری جهات با هنر انگر تفاوت داشت، ویسلر به هر حال از ستایندگان این هنرمند فرانسوی و نقاشی‌های وی بود. بادبزنی که دست سوژهٔ نقاشی است و گلدان روی طاقچه، عناصری شرقی هستند. در هنر اروپایی در آن دوران، این قبیل نمادهای ژاپنیسم رایج بودند. سوای این موارد، سرنخ‌های زیادی در نقاشی وجود ندارد، و این اثر پذیرای طیف گسترده‌ای از تفاسیر فردی است. یک بررسی معاصر در روزنامهٔ تایمز نظر بر این دارد که «فکر و شوقی که در زیر خصایص سادهٔ این نقاشی هست، جذابیتی تعریف‌نشدنی به آن بخشیده است». هیلتون کرامر، منتقد هنری، در تک‌چهره‌های ویسلر جذبه و آمیزه‌ای از فن و مهارت‌های مشاهده‌ای را متصور بود که به عقیدهٔ او در تابلوهای منظرهٔ ویسلر کمبودشان حس می‌شد.

## یادداشت
1. ↑  Before the Mirror
2. ↑  Ekphrasis
3. ↑  Wapping
4. ↑  John Gerald Potter
5. ↑  Arthur Studd
6. ↑  The Girlhood of Mary
7. ↑  William Blake: a Critical Essay
8. ↑  Hilton Kramer